# Simone Veil
Simone Veil (francoska izgovorjava: [simɔn vɛj]), DBE, francoska odvetnica in političarka,  * 13. julij 1927, Nica, Francija, † 30. junij 2017, Pariz.
Od leta 1974 do 1979 je bila ministrica za zdravje, od 1979 do 1982 predsednica Evropskega parlamenta in  od 1998 do 2005 članica francoskega ustavnega sodišča (francosko Conseil constitutionnel). Leta 2008 je bila izvoljena v članstvo francoske akademije znanosti (francosko Académie française). Kot ministrica za zdravje je najbolj ostala v spominu po uveljavljanju zakonskih pravic žensk v Franciji, zlasti po zakonu iz leta 1975, ki je legaliziral splav, danes znan kot Loi Veil. Od leta 1998 do 2007 je bila članica ustavnega sveta, najvišje francoske pravne oblasti.
Preživela je holokavst v Auschwitz-Birkenau in Bergen-Belsenu. Trdno je verjela v združitev Evrope kot način zagotavljanja miru. Od leta 2000 do 2007 je bila predsednica Fundation pour mémoire de la Shoah, nato pa častna predsednica. Med številnimi odlikovanji je leta 1998 postala častna dama, leta 2008 je bila izvoljena v francosko združenje Académie Française in leta 2012 prejela veliki križ Légion d’honneur.
Kot ena najbolj cenjenih francoskih osebnosti, je Simone Veil pokopana skupaj s možem Panthéonu 1. julija 2018. Njen hvalospev je podal predsednik Emmanuel Macron.